# Abúsír

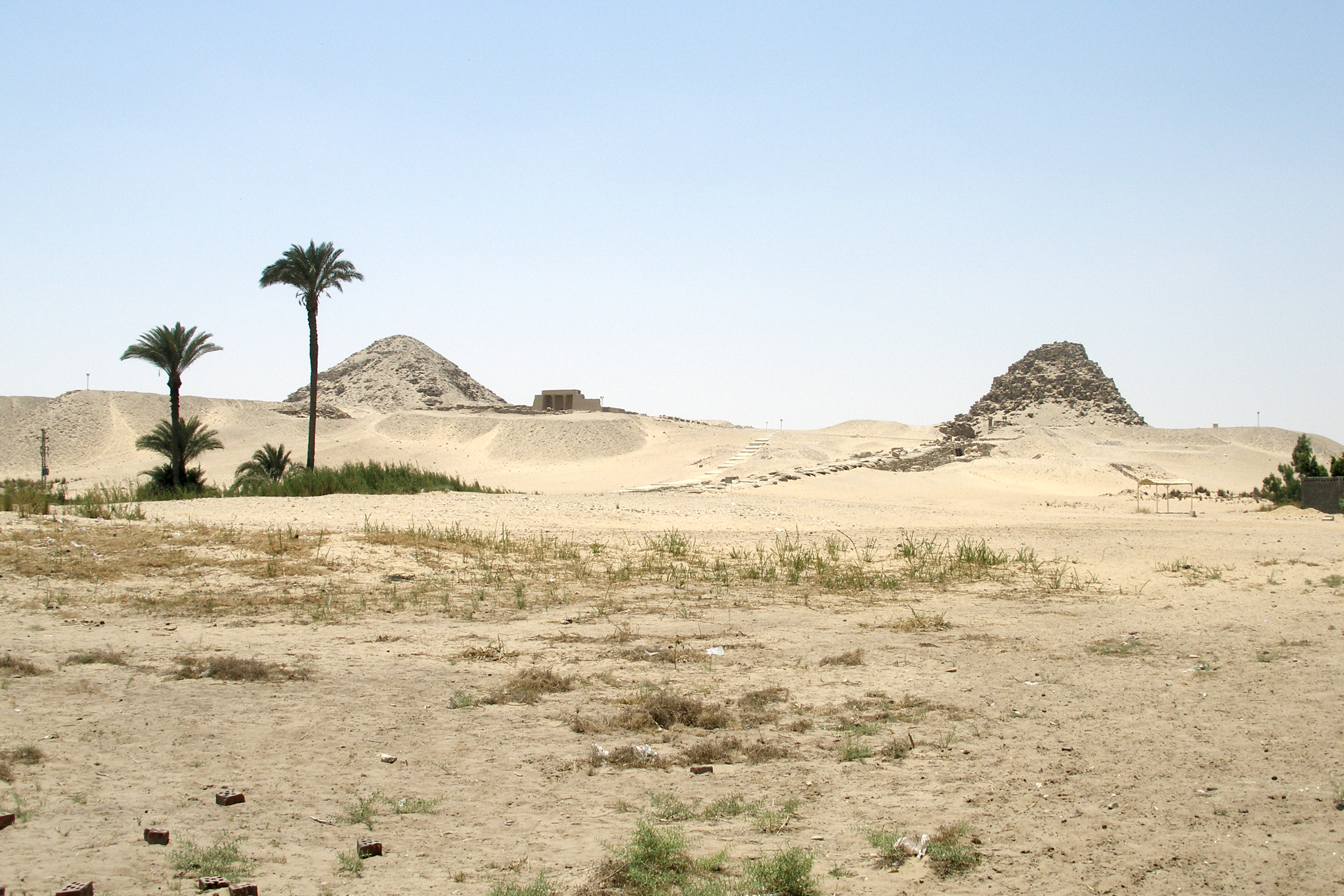
Abúsír

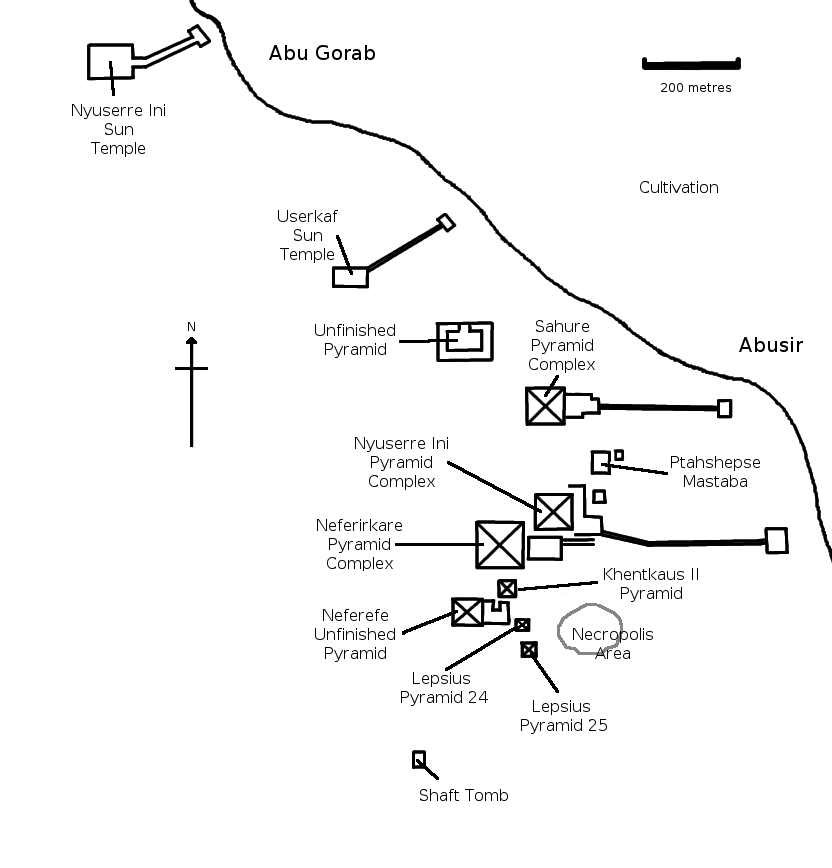
Plán Abúsíru

Plán Abúsíru 2015

Abúsír je archeologická lokalita v Egyptě, na níž se nachází rozsáhlá nekropole staroegyptských panovníků období 5. dynastie, řada soukromých hrobek a dalších staveb. Leží na západním břehu Nilu na okraji libyjské náhorní plošiny přibližně 20 km jihozápadně od Káhiry nedaleko dnešní vesnice Abúsír a samotné naleziště má rozlohu přibližně 2 km čtvereční. Na jihu sousedí s lokalitou Sakkára, spolu s níž ovšem byla ve starověku pokládána za jedno souvislé území.

## Etymologie
O významu lokality svědčí to, že byla využívána po více než 3 tisíciletí. Její současný název je odvozen z někdejšího egyptského místního jména Per Usir – „(Kultovní) místo (boha) Usira“ (řecky Busiris). Nejspíše tomu tak je proto, že místo s podzemními katakombami, které se zde nachází, mohlo být Egypťany považováno za mytické Rosetau, tedy za jeden ze vstupů do podsvětí. Vykopávky zde od začátku 20. století prováděla Německá orientální společnost pod vedením Ludwiga Borchardta. Od počátku 60. let 20. století zde probíhá výzkum nejdříve Československého, poté Českého egyptologického ústavu Filozofické fakulty Univerzity Karlovy. Výzkum postupně vedli jako držitelé koncese Zbyněk Žába, Miroslav Verner, a v současnosti Miroslav Bárta.

## Archeologie

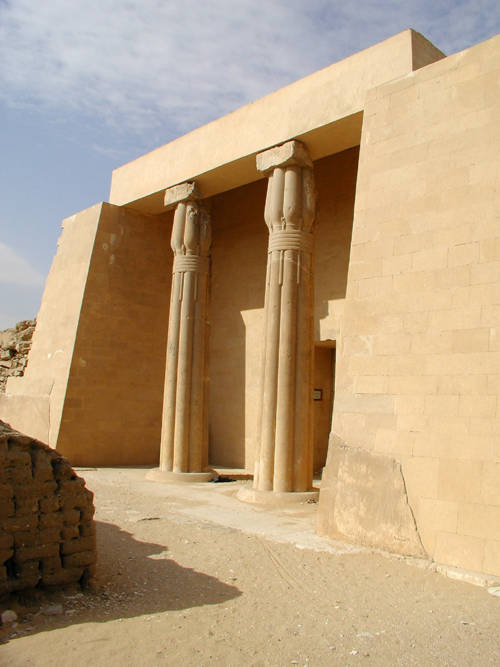
Vstup do Ptahšepsesovy mastaby

Lokalita byla jako pohřebiště využívána od konce pravěku a počátku historického období, jako královská nekropole sloužila v období 5. dynastie, pro soukromé hroby i v době pozdější. Nacházejí se zde také pozůstatky tzv. slunečních chrámů: první královskou stavbou na lokalitě vůbec byl sluneční chrám vybudovaný panovníkem Veserkafem. První královskou hrobkou v Abúsíru byla hrobka Veserkafova nástupce krále Sahurea. Jeho pyramidový komplex je charakterizován novým architektonickým i kultovním konceptem, který se stal standardizovaným typem pozdějších staveb.
V zádušních chrámech Sahureova nástupce Neferirkarea, Neferirkareovy manželky královny Chentkaus II. a jejich krátce vládnoucího syna panovníka Neferefrea byly nalezeny pozůstatky papyrových chrámových archivů (označované jako Abúsírský archiv I, II a III) obsahující dokumenty především hospodářského a administrativních charakteru. Jejich nález je důležitý také z hlediska archeologického, protože obsahují informace o abúsírských stavbách, které prozatím nebyly objeveny.
Česká archeologická expedice  v osmdesátých letech 20. století zkoumala zádušní komplex s nedokončenou pyramidou panovníka Raneferefa, v němž kromě jiných artefaktů, odkryla více než 2000 zlomků papyrů se záznamy v hieratickém písmu.  
V okolí pyramid vznikly soudobé hřbitovy s hrobkami významných osob spojených s dynastií, nejvýznamnější z nich je mastaba Ptahšepsese, zetě a vezíra panovníka Niuserrea. Na vzdálenějším místě v poušti byl objeven hřbitov s velkými šachtovými hroby z 26. a 27. dynastie, z nichž jeden (pro pohřeb pravděpodobně nikdy nepoužitý) patřil významnému hodnostáři v době vlády Peršanů nad Egyptem Vedžahorresnetovi. K nejvýznamnějším nálezům patří neporušená hrobka kněze Iufay, v jejíž pohřební komoře s bohatou reliéfní výzdobou na stěnách se nacházel velký sarkofág s mumií.
Seznam všech prozkoumaných objektů v Abúsíru do roku 2019 byl publikován v roce 2020 v časopisu Pražské egyptologické studie.